# Euxootera callima
Euxootera callima là một loài bướm đêm trong họ Noctuidae.